# ميخائيل إي. أونيل
ميخائيل إي. أونيل (بالإنجليزية: Michael E. O'Neill)‏ هو مصور أمريكي، ولد في 1946 في سانتا مونيكا في الولايات المتحدة.